# Robert Hawker (1803–1875)
Robert Stephen Hawker, Parson Hawker (ur. 1803 w Plymouth, zm. 1875 tamże) – anglikański ksiądz, poetą, autor hymnu Kornwalii The Song of the Western Men.

## Biogram
Robert Hawker urodził się na plebanii Charles Church w Plymouth. Był najstarszym z dziewięciorga dzieci Jacoba Stephena Hawkera i jego żony Jane Elizabeth. Chociaż urodził się na plebanii kościoła Charles, w domu swego dziadka, wielebnego dra Roberta Hawkera, został ochrzczony w kościele parafialnym Stoke Damerel przez innego członka rodziny, wielebnego Johna Hawkera. Kilka lat później jego ojciec przyjął święcenia kapłańskie i pozostawił młodego Roberta na wychowanie dziadkowi. W wieku dziesięciu lat Robert czytał i pisał wiersze. Ponieważ wielokrotnie uciekał ze szkoły został wysłany do Liskeard Grammar School w Kornwalii. Posag żony pomógł mu sfinansować studia w Pembroke College w Oksfordzie, a później w Magdalene Hall. Małżeństwo początkowo mieszkało w North Tamerton w Kornwalii.Następnie uczył się na duchownego w Cheltenham Grammar School w Gloucestershire.  W 1825 opublikował anonimowo „Pieśń ludzi z Zachodu”, która stała się  hymnem narodowym Kornwalii dzięki poruszającemu refrenowi: And shall Trelawny die? Here's twenty thousand Cornish men/ Will know the reason why! / I czy Trelawney umrze, 20 000 Kornwalijczyków pozna powód (jego śmierci). Do pracy duszpasterskiej w Morwenstow, jako wikariusz, został wyznaczony w 1834. Była to bardzo odległa parafia, której przetrwanie w tamtych czasach zależało od zebrania dobrych plonów. W 1843 zorganizował we wsi pierwsze dożynki dziękczynne, które stały się elementem kościelnego kalendarza. Wykorzystując drewno z rozbitych statków zbudował chatę na klifie, w której pisał wiersze i obserwował wraki statków.  Na łożu śmierci przyjął chrzest jako katolik. Został pochowany na cmentarzu Ford Park w Plymouth.

## Życie prywatne
W wieku 19 lat poślubił 41-letnią Charlotte I'ans, która otrzymywała roczny dochód w wysokości 200 funtów. Charlotta zmarła w 1863. Rok później, w wieku 60 lat, ożenił się z 20-letnią Pauliną Anną Kuczyńską, z którą miał trzy córki.

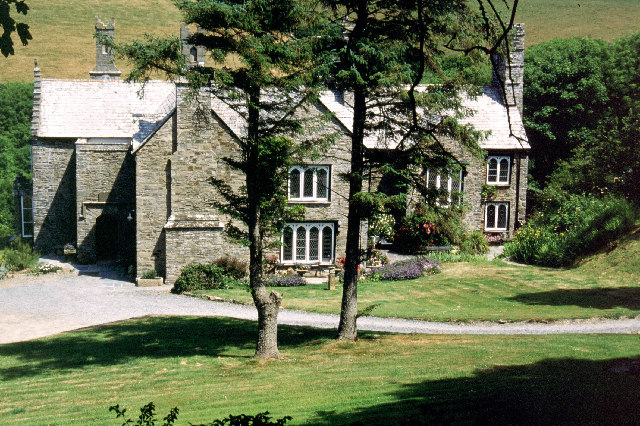
Stara plebania w Morwenstow
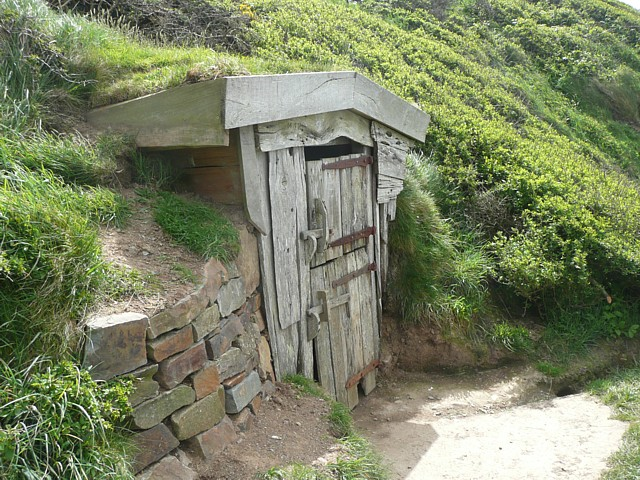
Chata Hawkera na klifie nad morzem
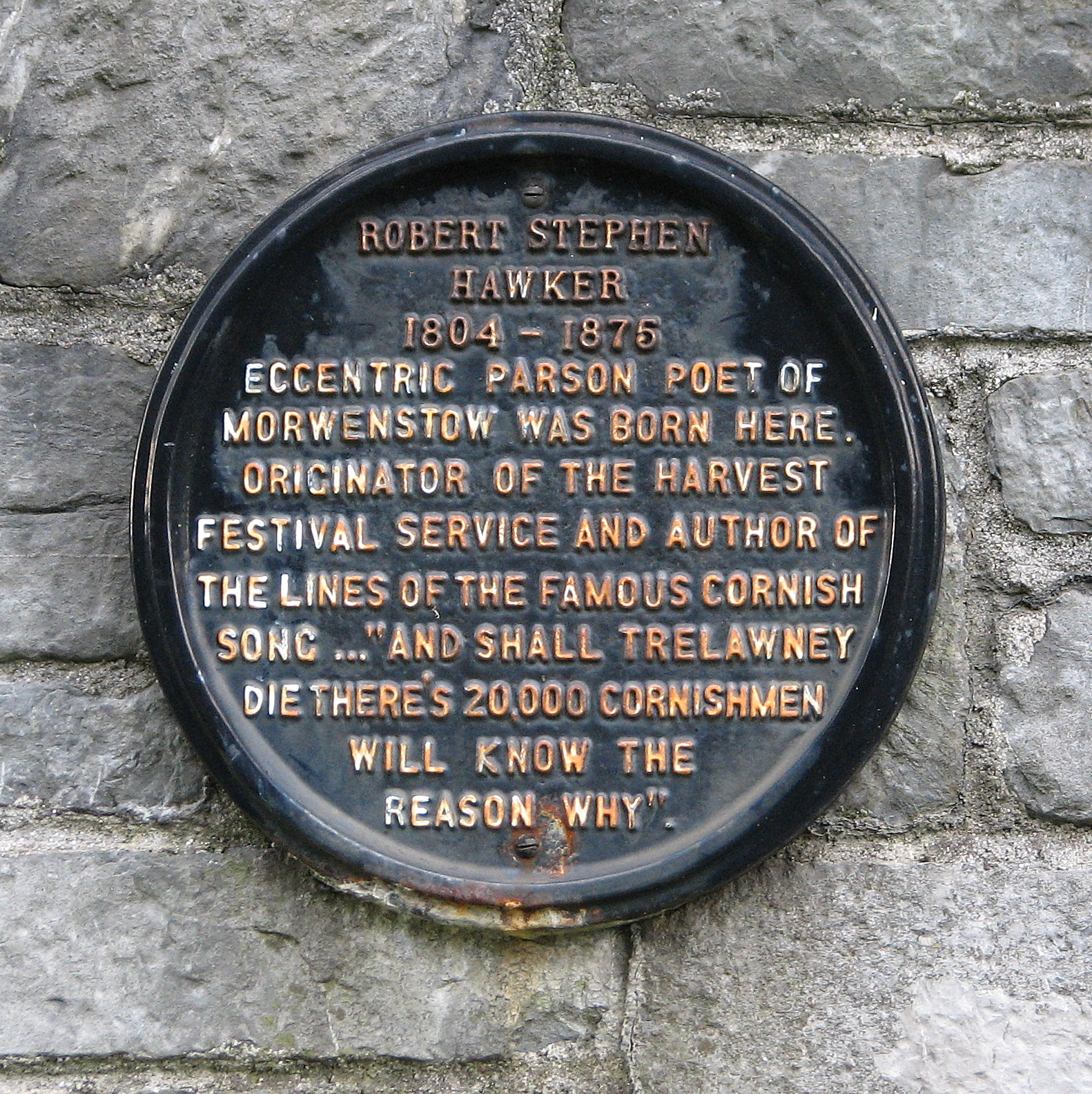
Tablica Hawkera w Charles Church